# Canale di Tuxekan
Il sanale di Tuxekan (Tuxekan Passage) si trova nell'Arcipelago di Alessandro Arcipelago Alexander) nell'Alaska sud-orientale (Stati Uniti d'America).

## Etimologia
Il canale è stato chiamato Tuxekan nel 1904 da E.F. Dickins (un dipendente della United States National Geodetic Survey) dal nome di un villaggio indiano situato ai bordi del  passaggio marino.

## Geografia
Il canale divide l'isola di Tuxekan (Tuxekan Island) dall'isola Principe di Galles (Prince of Wales Island) e collega il canale di El Capitan (El Capitan Passage), posto a nord, con la baia di Tonowek (Tonowek Bay) posizionata a sud.

### Isole del canale
Nel canale sono presenti le seguenti principali isole:
- isola di Klinau (Klinau Island)[4] 55°51′40″N 133°11′25″W - L'isola, con una elevazione di 3 metri, si trova al bivio tra gli stretti di Tuxekan (Tuxekan Narrows) e la baia di Naukati (Naukati Bay);
- isola di Staney (Staney Island)[5] 55°49′14″N 133°11′34″W - L'isola, con una elevazione di 13 metri, si trova al centro del canale;
- arcipelago di Kleiti (Kleiti Islands)[6] 55°49′48″N 133°10′55″W - L'arcipelago, formato da alcune piccole isole, si trova al centro del canale;
- isola di Suhti (Suhti Island)[7] 55°47′01″N 133°14′40″W - L'isola, con una elevazione di 9 metri, si trova nella parte meridionale del canale a poca distanza dall'isola di Tuxekan (Tuxekan Island);
- arcipelago di Gaohi (Gaohi Islands)[8] 55°46′05″N 133°14′02″W - L'arcipelago, formato da alcune piccole isole, si trova nella parte meridionale del canale a poca distanza dall'isola Principe di Galles (Prince of Wales Island).

### Insenature e altre masse d'acqua
Nel canale sono presenti le seguenti principali insenature:
- stretti di Tuxekan (Tuxekan Narrows)[9] 55°52′39″N 133°14′06″W - Gli stretti si trovano a nord del canale Tuxekan e lo collegano alla baia di Jinhi (Jinihi Bay) e quindi al canale di El Capitan (El Capitan Passage).
- Insenature dell'isola Principe di Galles (Prince of Wales Island):
  - baia di Little Naukati (Little Naukati Bay)[10] 55°52′36″N 133°12′45″W - La baia si trova a fianco del villaggio dei nativi Naukati Bay;
  - baia di Naukati (Naukati Bay)[11] 55°52′34″N 133°09′27″W - La baia contiene altre tre baie minori: 
    - baia di Kaikli (Kaikli Cove)[12] 55°52′59″N 133°10′41″W;
    - baia di Kaigao (Kaigao Cove)[13] 55°53′20″N 133°10′40″W;
    - baia di Gutchi (Gutchi Cove)[14] 55°52′58″N 133°08′22″W;

  - baia di Surku (Surku Cove)[15] 55°50′40″N 133°09′10″W;
  - baia di Chusini (Chusini Cove)[16] 55°48′45″N 133°10′15″W - All'entrata della baia si trovano le isole di Klolti (Klolti Islands);
  - baia di Nundei (Nundei Cove)[17] 55°47′25″N 133°12′58″W - Si trova nella parte più meridionale del canale.

- Insenature dell'isola di Tuxekan (Tuxekan Island):
  - baia di Nichin (Nichin Cove)[18] 55°50′50″N 133°13′38″W - Divide il canale vero e proprio dagli stretti;
  - baia di Yahku (Yahku Cove)[19] 55°47′50″N 133°14′25″W - Si trova difronte alla baia di Nundei (Nundei Cove).

### Promontori
Nel canale sono presenti i seguenti promontori:
- Promontori dell'isola Principe di Galles (Prince of Wales Island):
  - promontorio di Kinani (Kinani Point)[20] 55°53′25″N 133°14′50″W - Il promontorio, con una elevazione di 12 metri, si trova di fronte all'isola di Tuxekan (Tuxekan Island);
  - promontorio di Kaishi (Kaishi Point)[21] 55°51′47″N 133°11′50″W - Il promontorio, con una elevazione di 28 metri, si trova all'entrata sud degli stretti di Tuxekan (Tuxekan Narrows);
  - promontorio di Kussan (Kussan Point)[22] 55°50′27″N 133°09′55″W - Il promontorio ha una elevazione di 7 metri;
  - promontorio di Ahtun (Ahtun Point)[23] 55°47′10″N 133°13′15″W - Il promontorio ha una elevazione di 47 metri.

- Promontori dell'isola di Tuxekan (Tuxekan Island):
  - promontorio di Istku (Istku Point)[24] 55°52′50″N 133°14′45″W - Il promontorio ha una elevazione di 47 metri e si trova all'entrata nord-ovest degli stretti di Tuxekan (Tuxekan Narrows);
  - promontorio di Kugun (Kugun Point)[25] 55°49′23″N 133°13′12″W - Il promontorio ha una elevazione di 24 metri e si trova difronte all'isola di Staney (Staney Island);
  - promontorio di Kauda (Kauda Point)[26] 55°46′33″N 133°15′30″W - Il promontorio ha una elevazione di 43 metri e si trova all'estremo meridionale dell'isola di Tuxekan (Tuxekan Island).

### Fiumi immissari del canale
Nel canale si immettono i seguenti fiumi (le coordinate si riferiscono alla foce):
- fiume Staley (o Staney) (Staney Creek)[27] 55°49′10″N 133°09′20″W - Il fiume situato nell'isola Principe di Galles (Prince of Wales Island) sfocia a nord della baia di Chusini (Chusini Cove).

### Località
Le seguenti località si affacciano sul canale:
- Naukati Bay[28] 55°52′25″N 133°11′05″W - Il villaggio con una elevazione massima di 91 metri, si trova nell'isola Principe di Galles (Prince of Wales Island) alla fine sud degli stretti di Tuxekan (Tuxekan Narrows).